# 陰謀のセオリー
『陰謀のセオリー』（原題：Conspiracy Theory）は1997年に公開されたサスペンス映画。

## ストーリー
ニューヨークでタクシー運転手の仕事に就くジェリー・フレッチャー（メル・ギブソン）。陽気だが変人の彼は、夜な夜な乗客たちに様々な都市伝説的な陰謀論を語り聞かせていた。だが彼は、タクシー運転手になる以前の記憶が無い。ただ一つの記憶は、司法省ニューヨーク支局所属の連邦検事であるアリス・サットン（ジュリア・ロバーツ）をストーキングし、その安全を毎日確認しなければならないと言うこと。そして彼のもう一つの顔は、陰謀論に基づいた時事解説を載せる月刊ニュースレター「陰謀のセオリー」を個人で編集・発行しているということ。
ある日、いつものようにアリスに会いに行き、彼女に陰謀論の話をするが、毎度の如く、体よく追い返されてしまう。その帰りに公用ナンバーの車を偶然見かけたジェリーは、その車を追尾する。だが、それが中央情報局（CIA）のものであることを突き止めた直後に拉致され、拷問を受ける。しかしそこで注射された自白剤により、彼の奥底に眠っていた暗殺術が目覚め、重傷を負いながらも脱出に成功する。
しかし記憶は戻らない。彼はその足でアリスに会うため再び司法省ニューヨーク支局に行くが、そこで錯乱してしまったため、逮捕され、病院に収容される。アリスはCIAの医師ジョナス（パトリック・スチュワート）に同行させられ、ジェリーを聴取するため病室に向かう。しかしアリスは、ジェリーが逮捕される前に言った拷問の加害者の特徴（ジェリーが抵抗して噛み付いた鼻の傷）がジョナスにあるのに気づき、ジョナスを警戒する。翌日、ジェリーの同室の患者（強盗殺人犯）がジェリーの代わりに毒殺されてしまう。ジェリーは機転を利かして病院から脱出。アリスの車に忍び込み、二人でジェリーのアパートに向かう。
そこで秘めた想いを告白しようとするジェリーだが、そこもジョナス配下の工作員の襲撃を受ける。しかし襲撃に備えて部屋に仕掛けた発火装置と脱出口やトラップにより、二人は脱出する。そしてアリスは、ジェリーがただの変人ではないことを知る。だがその直後、アリスは彼のストーキング行為を知って激昂し、二人は別れてしまう。
アリスはジェリーのニュースレターの読者を調べ始めるが、一人を除いて全員が不審な死を遂げていた。そして残る一人の住所に行ってみると、そこはジョナスのオフィスだった。そこで彼女はジョナスから驚くべき事実を聞かされる。「MKウルトラ計画」（CIAによる洗脳の研究）が実在し、ジェリーはその被験者として暗殺術の訓練を受けたこと、そして彼女が検事に任官して以来追い続けている、判事だった父の死の原因が彼であることを。
オフィスに戻ったアリスの元に、ジェリーからの誘い出しの手紙が来る。ジョナスはジェリーを確保するため、誘いに乗るよう要求する。アリスを連れ出したジェリーの車は、ジョナス配下の工作員の車とヘリコプターから執拗な追尾を受ける。しかしジェリーは、クイーンズボロ橋で巧みに車を乗り換えて追尾を振り切る。その目的は、失われた記憶を取り戻すため、最も古い記憶が残る場所、サットン判事が死んだ現場へ行くことだった。
そこで彼の死の顛末を思い出そうとするジェリー。激昂するアリス。しかしジェリーは、サットン判事を守るためにここに来たこと、ジョナス配下の工作員が暗殺者であることを思い出す。そしてそこでサットン判事から刷り込まれた命令が、アリスを守ることであったことも。
だが二人はジョナス配下の工作員に見つかり、ジェリーは拉致され、アリスは逃げる。生まれ育った土地で持ち前の俊足を生かし、土地鑑のない工作員たちを撒いてアリスは逃亡する。
アリスはジェリーを救うことを決意し、同じくジョナスに協力させられていたFBI捜査官・ラウリー（シルク・コザート）の協力を仰ぐ。そしてジェリーが病院に監禁されていることを突き止める。病棟に突入するラウリー率いるFBI捜査官たち。ジョナス配下の工作員と銃撃戦になり、その場でジェリーはジョナスの凶弾に倒れる。アリスは父のみならずジェリーまでも自分から奪ったジョナスを、怒りを込めて拳銃の全弾を撃ち込み射殺する。
しかしジェリーは生きていた。ジョナス配下の工作員グループが壊滅しアリスの安全が確保されるまで、FBIの計らいにより証人保護プログラムを使って死を偽装し隠れることになる。彼の願望「彼女を遠くから見守る守護天使になりたい」は、一連の事件前よりさらに完璧な形で実現することになった。馬を駆る彼女の笑顔のカットで映画は終わる。

## 登場人物
ジェリー・フレッチャー
演 - メル・ギブソン
タクシーの運転手。過去の記憶を殆ど失っているが、なぜかアリスを守るという記憶はある。仕事の客に様々な話をよくする。タピオカが好物。階段を転げ落ち、尖ったものが刺さっても致命傷にならない生命力を持つ。実はアリスの父とは知己だった。
アリス・サットン
演 - ジュリア・ロバーツ
司法省ニューヨーク支局所属連邦検事。数年前に父を殺された。乗馬が趣味。後に父はジョナスの陰謀を暴こうとしたことで口封じに殺害されていたことが判明する。
ジョナス
演 - パトリック・スチュワート
CIA所属の医師。ジェリーを執拗に追い、拷問にかける。真実を意味する指輪をはめている。
ラウリー
演 - シルク・コザート
FBI捜査官。ジェリーを調査している。
ウィルソン
演 - スティーヴ・ケイハン
司法省ニューヨーク支局長。

## キャスト
| 役名                   | 俳優                     | 日本語吹替 | 日本語吹替   |
| 役名                   | 俳優                     | ソフト版   | テレビ朝日版 |
| ---------------------- | ------------------------ | ---------- | ------------ |
| ジェリー・フレッチャー | メル・ギブソン           | 安原義人   | 山寺宏一     |
| アリス・サットン       | ジュリア・ロバーツ       | 勝生真沙子 | 田中敦子     |
| 医師ジョナス           | パトリック・スチュワート | 加藤精三   | 小林修       |
| ラウリーFBI捜査官      | シルク・コザート         | 石塚運昇   | 相沢正輝     |
| ウィルソン             | スティーヴ・ケイハン     | 塚田正昭   | 塚田正昭     |
| フリップ               | テリー・アレクサンダー   |            | 宝亀克寿     |
| 皮肉屋な乗客           | アレックス・マッカーサー |            | 内田直哉     |
| ルーズベルト病院の医者 | ドナル・ギブソン         |            | 星野充昭     |

- ソフト版 - 初出1998年4月23日発売のVHS

その他声の出演：佐藤しのぶ、野沢由香里、柳沢栄治、中博史、相沢正輝、星野充昭、石井隆夫、堀川仁、水野龍司、高瀬右光、喜田あゆ美、梅津秀行、青山穣、荒川太郎、岡本章子
プロデューサー：東慎一（ワーナー・ホーム・ビデオ）、演出：蕨南勝之、翻訳：中島多恵子、録音・調整：新井保雄、音響制作：中西真澄（プロセンスタジオ）、制作：ワーナー・ホーム・ビデオ／プロセンスタジオ
- テレビ朝日版 - 初放送2000年7月2日 『日曜洋画劇場』

その他声の出演：野沢由香里、諸角憲一、湯屋敦子、青山穣、山野井仁、中田和宏、多田野曜平、星野充昭、定岡小百合、鳥畑洋人、小形満、乃村健次、本田貴子、岡本章子
演出：蕨南勝之、翻訳：武満真樹、調整：山田太平、効果：リレーション、制作：ムービーテレビジョン